# Zentraldienststelle T4

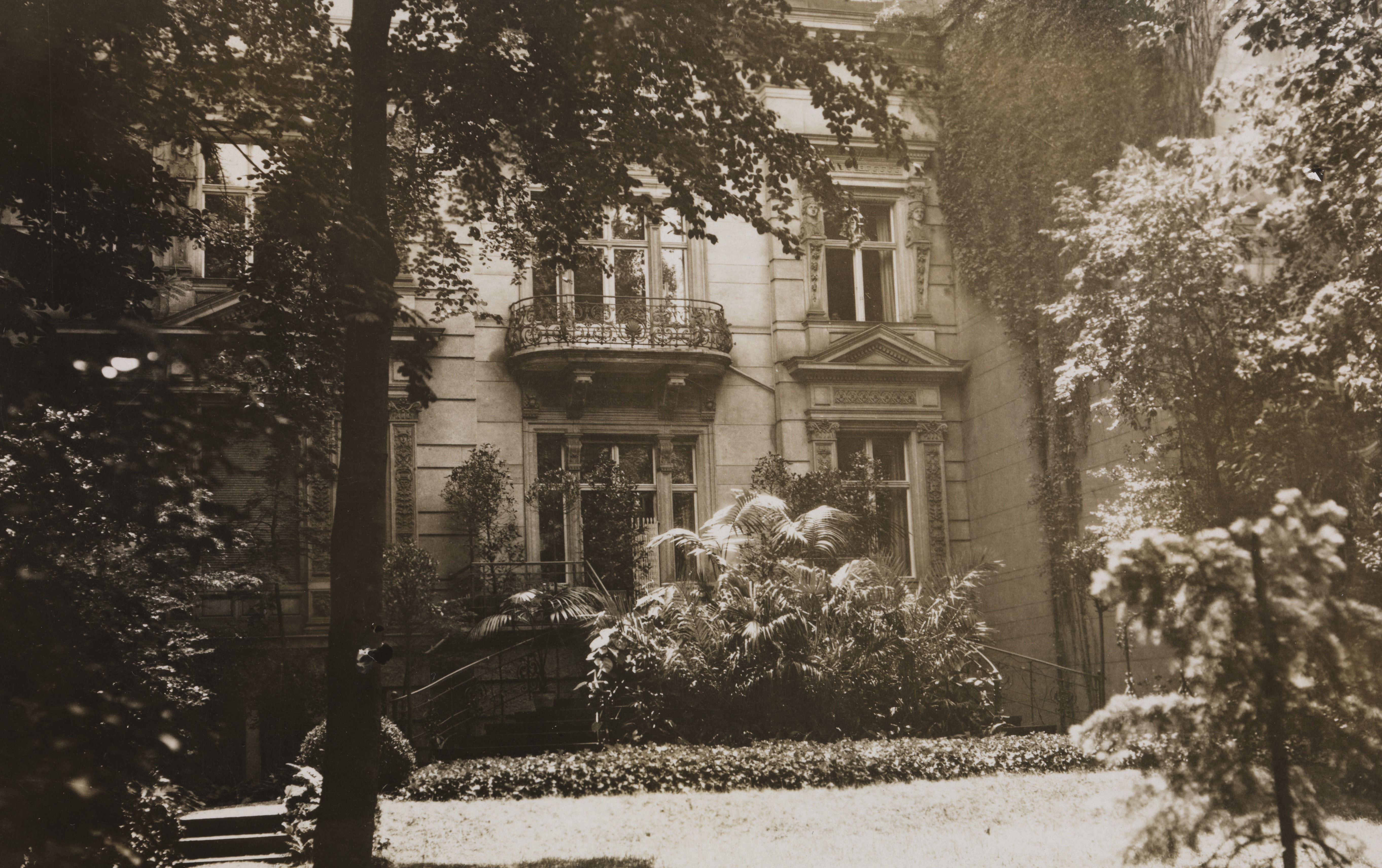
Villa Tiergartenstraße 4 vor 1921

Zentraldienststelle T4 war die Bezeichnung einer Tarnorganisation der mit der Durchführung der Krankenmorde in der Zeit des Nationalsozialismus beauftragten Kanzlei des Führers (KdF), die alle Bereiche und Mitarbeiter umfasste, die räumlich außerhalb der KdF ihren Sitz in der Berliner Tiergartenstraße 4 hatten. Diese in sechs Abteilungen gegliederte Organisation trat nach außen in Form von vier verschiedenen Scheinfirmen auf. Aufgabe war die Organisation und Durchführung der Erwachsenen-„Euthanasie“ („Aktion T4“) und die „Häftlings-Euthanasie“ („Aktion 14f13“).

## Hintergrund

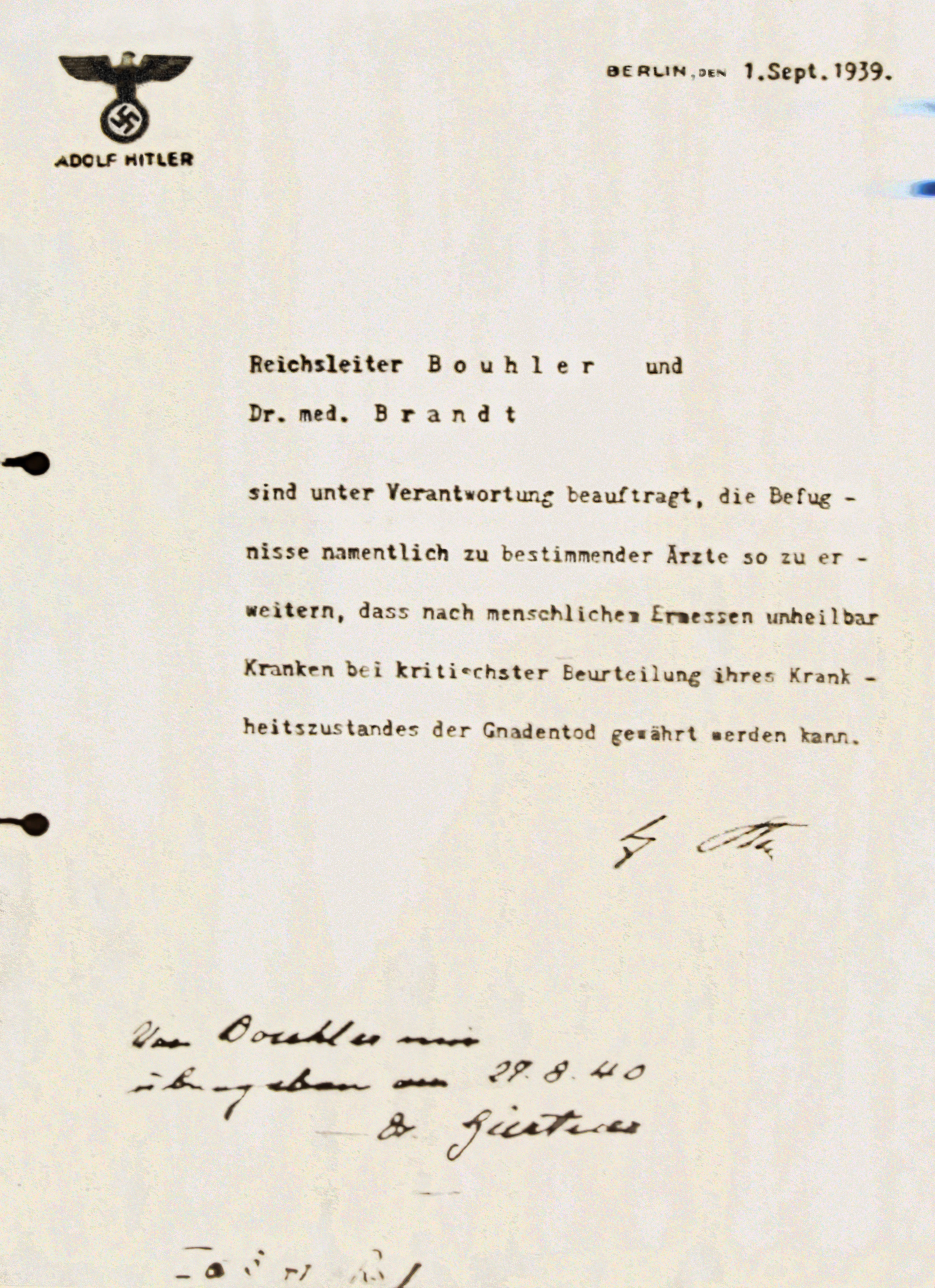
Hitlers Auftrag an Bouhler und Brandt zur Gewährung des „Gnadentods“

Mit der Erwachsenen-„Euthanasie“, also der systematischen Erfassung und Tötung von ausgewählten Kranken und Behinderten im NS-Staat (nach dem Untergang des Dritten Reiches als „Aktion T4“ bekannt geworden), wurde von Adolf Hitler nicht eine staatliche Institution beauftragt, sondern dessen private Kanzlei. Diese Kanzlei des Führers unter der Leitung von Philipp Bouhler hatte bereits die Federführung der im Sommer 1939 begonnenen Kinder-„Euthanasie“ inne. Zu diesem Zweck war ein Reichsausschuss zur wissenschaftlichen Erfassung von erb- und anlagebedingten schweren Leiden als Tarnorganisation für die Durchführung dieser ersten Stufe des nationalsozialistischen „Euthanasie“-Programms gegründet worden.
Ebenfalls aus Gründen der Tarnung, die verhindern sollte, dass weder staatliche Stellen noch die KdF mit diesen – auch nach damaligem Recht illegalen – Tötungen direkt in Verbindung gebracht werden konnten, wurde auch für die zweite Stufe des „Euthanasie“-Programms eine externe Zentraldienststelle eingerichtet, die jedoch formal dem Hauptamt II der KdF unter Viktor Brack unterstellt war. Ab 1. Dezember 1939 zunächst im Columbushaus am Potsdamer Platz 1 untergebracht, wurde diese ab April 1940 in einer „arisierten“ Villa in der Berliner Tiergartenstraße 4 eingerichtet. Diese Adresse war schließlich namensgebend für die „Zentraldienststelle T4“ sowie für die spätere Bezeichnung der Erwachsenen-„Euthanasie“ als „Aktion T4“. Im zeitgenössischen Sprachgebrauch wurden allerdings nur die Begriffe „Aktion“, „E-Aktion“ oder „Eu-Aktion“ verwendet.
Die Zentraldienststelle T4 war zuständig für die Erfassung der potenziellen Opfer im gesamten Reichsgebiet durch Meldebögen, welche die Anstalten für jeden ihrer Patienten ausfüllen mussten, sowie für die Bestellung von ärztlichen Gutachtern. Diese hatten anhand von Kopien der Meldebögen die Entscheidung über das Schicksal der Kranken und Behinderten zu treffen. Schließlich waren geeignete Tötungsanstalten auszuwählen und einzurichten.

## Organisation
Die Zentraldienststelle T4 gliederte sich in sechs Abteilungen. Geschäftsführer ab Januar 1941 war der Jurist Dietrich Allers.
1. Die medizinische Abteilung unter der Leitung von Werner Heyde, ab Dezember 1941 unter Hermann Paul Nitsche, war zuständig für die Erfassung der für die „Euthanasie“ in Betracht kommenden Anstaltsinsassen. Ihr unterstand auch das Arzt- und Pflegepersonal der für die Durchführung der Massentötungen eingerichteten insgesamt sechs „Euthanasie“-Anstalten. Im Rahmen dieser Abteilung wirkten Heyde, Nitsche und Herbert Linden von der Gesundheitsabteilung des Reichsinnenministeriums als „Obergutachter“ in den Verfahren zur Erfassung und Selektion der Anstaltsinsassen. Die Erstbegutachtung erfolgte durch 40 Ärzte, die als „T4-Gutachter“ bestellt worden waren.
2. Die Büroabteilung unter dem Juristen Gerhard Bohne, ab Sommer 1940 unter Friedrich Tillmann, dem Direktor der Wohlfahrts-Waisenpflege der Stadt Köln, hatte die Aufsicht über alle Verwaltungsarbeiten, die in den „Euthanasie“-Anstalten nach den Tötungen anfielen.
3. Die Hauptwirtschaftsabteilung unter Willy Schneider, später Fritz Schmiedel und danach Friedrich Lorent, hatte die persönliche und sachliche Ausstattung der Zentraldienststelle sowie der ihr angegliederten Anstalten zu verwalten.
4. Die Transportabteilung unter der Leitung von Reinhold Vorberg, dessen Aufgaben später weitgehend von Gerhardt Siebert und Friedrich Krauss übernommen wurden, führte den Abtransport der für die Tötung ausgewählten Kranken aus den Abgabe- bzw. Zwischenanstalten in die Tötungsanstalten durch und erledigte die im Zusammenhang damit stehenden Verwaltungsarbeiten. (Gemeinnützige Krankentransport GmbH)
5. Die Personalabteilung stand unter der Leitung von Friedrich Haus mit Arnold Oels als Vertreter und Nachfolger sowie einem sogenannten Sozialbetreuer, mit der Aufgabe der Verwaltung und Besoldung des eingestellten Personals.
6. Der Inspektionsabteilung unter der Leitung von Gustav Kaufmann oblag die Auswahl und Einrichtung der „Euthanasie“-Anstalten und die Einstellung des dort beschäftigten Personals.

## Tarnbezeichnungen
Im Verkehr nach außen, insbesondere im Schriftverkehr, trat die Zentraldienststelle je nach dem betroffenen Bereich unter verschiedenen Bezeichnungen auf:
1. Als „Reichsarbeitsgemeinschaft Heil- und Pflegeanstalten“ (RAG) handelte die Zentraldienststelle bei der Erfassung der Heil- und Pflegeanstalten und deren Insassen sowie bei der Anordnung und Vorbereitung der Krankenverlegungen in die Tötungsanstalten.
2. Als Arbeitgeberin des bei ihr beschäftigten nichtärztlichen Personals sowie als Empfängerin der von der Parteikasse der „T4-Organisation“ zur Verfügung gestellten Gelder, handelte die Zentraldienststelle unter der Bezeichnung „Gemeinnützige Stiftung für Anstaltspflege“ (Stiftung).
3. Die „Gemeinnützige Krankentransport GmbH“ (Gekrat) wurde gegründet, um den Anschein des Vorhandenseins eines besonderen Rechtssubjekts für alle mit den Tötungstransporten in Zusammenhang stehenden Angelegenheiten zu erwecken, insbesondere um nicht die Kanzlei des Führers als Kraftfahrzeughalterin auftreten lassen zu müssen. Gerhard Bohne hatte als Jurist der Büroabteilung den entsprechenden Gesellschaftsvertrag ausgearbeitet. Er veranlasste die Anerkennung dieser Scheinfirma als „gemeinnützige Gesellschaft“ und die Eintragung in das Handelsregister des Amtsgerichts Berlin, um finanzamtlichen Inanspruchnahmen und Überprüfungen vorzubeugen. Geschäftsführer waren der Leiter der Unterabteilung IIc der Kanzlei des Führers, Reinhold Vorberg und Hermann Schwenninger.
4. Auf Anregung von Allers wurde schließlich die „Zentralverrechnungsstelle Heil- und Pflegeanstalten“ geschaffen, die diesem auch unterstand und unter anderem die Aufgabe hatte, unterschiedliche Pflegesätze, wie sie sich durch die Verlegung der Opfer in die Zwischen- und Tötungsanstalten ergeben konnten, mit den Kostenträgern auszugleichen.

Um für die Öffentlichkeit jede Verbindung zwischen der Zentraldienststelle und der Kanzlei des Führers zu verschleiern, benutzten führende Angehörige des Hauptamtes II dieser Kanzlei Decknamen, soweit sie für die Zentraldienststelle auftraten. Der Leiter des Hauptamtes II, Oberdienstleiter Viktor Brack, führte den Decknamen „Jennerwein“, sein Vertreter Werner Blankenburg nannte sich „Brenner“ und der Leiter des Referates IIc, Reinhold Vorberg, wählte unter sinngemäßer Umkehrung seines richtigen Namens den Decknamen „Hintertal“.

## Strafrechtliche Aufarbeitung nach dem Zweiten Weltkrieg
Philipp Bouhler beging bei Kriegsende Suizid, ebenso Herbert Linden.
Viktor Brack und der sog. Euthanasiebeauftragte Karl Brandt wurden im Nürnberger Ärzteprozess zum Tode verurteilt und hingerichtet.
Hermann Paul Nitsche wurde am 7. Juli 1947 vom Schwurgericht Dresden zum Tode verurteilt und hingerichtet.
Namentlich der hessische Generalstaatsanwalt Fritz Bauer (1903–1968) bereitete nicht nur die Frankfurter Auschwitzprozesse vor, sondern ließ auch zusammen mit der 1958 in Ludwigsburg eingerichteten Zentralen Stelle der deutschen Landesjustizverwaltungen zur Aufklärung von NS-Verbrechen gegen Beschuldigte aus der Zentraldienststelle T4 ermitteln.
Werner Heyde (Pseudonym Dr. Fritz Sawade) entzog sich der Hauptverhandlung vor dem Landgericht Frankfurt am Main 1964 durch Suizid, ebenso sein Mitangeklagter Friedrich Tillmann. Gerhard Bohne war 1963 nach Argentinien geflüchtet. Hans Hefelmann (Organisator der NS-„Kindereuthanasie“) entging dem Verfahren wegen Verhandlungsunfähigkeit.
1968 wurden Dietrich Allers und Reinhold Vorberg wegen Beihilfe zum Mord zu acht bzw. zehn Jahren Zuchthaus verurteilt. Die Verfahren gegen Gustav Adolf Kaufmann und erneut Gerhard Bohne wurden wegen Verhandlungsunfähigkeit eingestellt.
Am 27. Mai 1970 wurden Friedrich Lorent und Hans-Joachim Becker wegen Beihilfe zum Mord zu sieben bzw. zehn Jahren Freiheitsstrafe verurteilt. Becker wurde nach vier Jahren wegen Haftunfähigkeit entlassen. Nach Intention der Staatsanwaltschaft sollten die Ermittlungen gegen Lorent und Becker eigentlich mit den Untersuchungen gegen den ärztlichen Leiter der Tötungsanstalt Hartheim Georg Renno zu einem gemeinsamen Verfahren verbunden werden. Dazu kam es nach dem Einstellungsbeschluss gegen Renno wegen dauerhafter Verhandlungsunfähigkeit jedoch nicht mehr. Die umfangreichen Ermittlungsergebnisse wurden jedoch auch gegen Lorent und Becker verwendet.
Im letzten der Frankfurter Euthanasie-Prozesse wurden im Mai 1987 die in der Tötungsanstalt Brandenburg und in der Planungsgruppe der Zentraldienststelle T4 tätigen Ärzte Heinrich Bunke und Aquilin Ullrich zu Freiheitsstrafen von je vier Jahren wegen Beihilfe zum Mord verurteilt und 1990 vorzeitig aus der Haft entlassen.